# 名犬チビ
名犬チビ(原題:SCAT CATS　公開：1957年7月26日)はアメリカ合衆国の映画会社メトロ・ゴールドウィン・メイヤー社に所属していたアニメーターのウィリアム・ハンナ及びジョセフ・バーベラによる作品のひとつで、トムとジェリーのスピンオフ作品である。

## 作品内容
トムとジェリーに登場するスパイクとタイクの親子が主人と妻の外出中に家の番をすることになった。家にはなぜかトムではなく野良猫役のブッチが住んでいて、トムの悪友役である残り2匹と別の猫からなる3匹の仲間を家に招きいれてパーティーを始めようとするが、ことごとくスパイク親子がこれを阻止する。それでも猫たちは様々な作戦で家に入ろうとするが、全て失敗に終わっている。最後は、猫たちが主人と妻に変装し、スパイクを騙して家に入ろうとするが、これを見破ったタイクが噛み付き、びっくりしたスパイクがやめさせようと引っ張ったところ服が脱げ変装がばれてしまった。スパイクから逃れて木の上に登った猫たちはブッチが家から持ち出したサンドイッチを食べながら、スパイクとタイクの名犬ぶりをほめ、スパイクもこれを聞いて「わしの倅だもんな」と喜んでいた。

## 登場するキャラクター
- スパイク
よき番犬であり、飼い主の命に忠実である。

- タイク
スパイクのひとり息子で、スパイクに溺愛されている。一度噛み付いたら放さない。

- ブッチ
トムとジェリーで頻繁に登場する野良猫だが、今回はトムに代わって主人の家に飼われる猫となっている。

- 3匹の猫
これもトムとジェリーでトムの悪友役として頻繁に登場する猫たちだが、ブッチの代わりに背の高い薄い灰色の猫が加わっている。

- 主人と妻
トムとジェリーに登場するスパイクとタイクの飼い主。本作では、外出中に家の見張り番を任せるようにスパイクとタイクに頼んでいる。

## 日本でのテレビ放映
トムとジェリーの番外編と言える作品であるが、TBS系ではトムとジェリーと別枠で「真ん中の作品」として放送されていた。
なお、TBS系のトムとジェリー本編において主人の吹き替えは谷幹一が担当していたが、本作では小林清志が担当している。

## 関連事項
- ウィリアム・ハンナ
- ジョセフ・バーベラ
- トムとジェリー
- メトロ・ゴールドウィン・メイヤー
- カートゥーン